# Mathieu Liesens
Mathieu Hubert Alphonse Liesens, né le 30 décembre 1864 à Tongres et décédé le 12 septembre 1924  aux Alloux à Tamines est homme politique belge de tendance catholique.

## Biographie
Mathieu Liesens fut ingénieur des Arts et de l'Usinerie, Construction civile et des Mines (Université catholique de Louvain); il fut administrateur de sociétés, entre autres les Charbonnages de Tamines, membre du Comité permanent des Congrès eucharistiques internationaux, Fondateur et président d'honneur du Cercle ouvrier Saint-Joseph, membre du conseil de fabrique de l'église N.D. des Alloux, président du Conseil particulier des conférences de Saint-Vincent-de-Paul et de l' Association du Saint Sacrement.
Cofondateur en 1885 de la Limburgse Gilde à l'Université de Louvain, il fit sa carrière professionnelle dans les charbonnages wallons. Directeur gérant et ensuite administrateur délégué de la S.A. Charbonnages de Tamines jusqu'à son décès. Bien avant la mise en place de lois sociales, il réorganisa les horaires de travail pour réduire le nombre d'heures dans la mine, il n'accepta plus le travail des femmes dans la mine et organisa l'allocation familiale et diverses caisses de mutuelle, de retraite et d'assurance pour les travailleurs.
Lors de l'invasion allemande, il organisa une colonne de travailleurs et d'habitants de Tamines qui partirent à pied jusque Moignelée et échappèrent ainsi, grâce à lui, aux massacres de civils. À son retour, il retrouva le château des Alloux qu'il habitait (devenu ensuite château Soupart, du nom de son successeur) incendié, il le reconstruisit en 1915 et pu maintenir une activité, certes au ralenti, dans les charbonnages, mais qui lui permit de continuer à payer les travailleurs tout au long de l'occupation. Durant l'occupation, il faisait des aller-retour avec la Grande-Bretagne où sa famille était réfugiée, en passant par les Pays-Bas, neutres à l'époque. Ses fils s'engagèrent comme volontaires les uns après les autres pour suivre l'exemple de l'aîné mobilisé dès le début de la guerre. Les quatre aînés furent tués au front ou moururent des suites de leurs blessures et seuls les deux plus jeunes survécurent, le cinquième mourut cependant de maladie contractée en soignant son frère Michel qui outre ses blessures avait été gazé et souffrait d'infections chroniques des voies respiratoires. Peu de familles, sans doute, ont sacrifié volontairement autant pour la patrie.
Il fut coopté sénateur par le parti catholique (de 1921 à sa mort).
Il était officier de l'ordre de Léopold avec rayure d'or, Grand cordon avec plaque de l'ordre de Saint-Grégoire-le-Grand; décoré de la Médaille du roi Albert, la Médaille civique 1914-1918, la Décoration spéciale de Prévoyance de 1re classe.

## Distinctions
- Grand-croix de l'ordre de Saint-Grégoire-le-Grand

## Sa famille
- Issu d'une très ancienne famille de Millen (1350) où elle a détenu un siège au sein de la Haute Cour de Justice sans discontinuer jusqu'à la fin de l'ancien régime, une branche de la famille posséda la seigneurie de Repen et celle de Mombeek à laquelle était associée le titre de banneret de Hasselt et ensuite de vicomte de Hannut.
- Fils de Hubert Mathieu LIESENS et Elisabeth CLAESEN.
- Il épousa à Pâturages, le 24 septembre 1889, Eugénie Leona Virginie CAUFRIEZ, la sœur d'Henri Caufriez.
  - Ils eurent 6 fils (dont 4 moururent au front ou des suites de leurs blessures) et 3 filles : Henri (1890-1935), ingénieur des mines, officier de réserve d'artillerie et capitaine d'aéronautique qui épousa Marie Stéphanie DU BOIS, fille d'Armand Du Bois; Marie (1891-1971) qui épousa Gustave DELMARCEL, ingénieur des mines, professeur à Louvain; Lucia (1893-1978) qui épousa Romeo VERHAEGEN, capitaine-commandant de cavalerie et commandant d'escadrille; Yvan (1895-1915) tué au front à 20 ans; Antoine (1897-1918) tué au front à 21 ans; Michel (1898-1926) grièvement blessé au front et mort des suites de ses blessures; Eugénie (1901-1993) qui épousa Robert DELVAUX de FENFFE, ingénieur des mines; Maxime (1903-1941); et Frédéric dit Fritz (1906-1991).

## Sources
- Bio sur ODIS
- Vlaamse Stam, 1974, pp 251–254, biographie de Mathieu Liesens
- Limburgse families en hun wapen, door Francis Goole & Piet Severijns